# Арктический институт искусств
Арктический институт искусств (Arctic Art Institute) — проектное и исследовательское бюро, созданное независимыми художниками, кураторами и социологами в Мурманске в августе 2014 года. За время своего существования Институт организовал более 50 междисциплинарных художественных проектов как в общественных пространствах, так и в различных институциях, создал места для встреч для прогрессивных профессионалов Севера России в области искусства, культуры и образования и их коллег из Норвегии, Швеции, Финляндии и США.
Институт участвовал в Триеннале современного русского искусства музея «Гараж» (2017), проекте Государственного центра современного искусства NEMOSKVA (2018—2020) и других крупных национальных художественных проектах в России, а также на Arctic Arts Summit (2019). Помимо этого, специалисты были экспертами в проектах Kunsthall Stavanger, Kunsthall 3,14, Художественной академии Осло, Художественной академии Бергена, Национальной галереи Канады, VAC Foundation, Коллекции петербургского Русского Музея в Малаге и других. В 2018 году институт создал первую в своём роде Базу креативных индустрий Северо-Запада России. Институт продолжает работу с проектами в сфере культуры, креативных индустрий и инноваций в Арктике.

## Концепция
Новые идеи появляются в свободной и творческой среде. Создавая такую среду, мы даём новую жизнь местным смыслам и создаём новое будущее. За основу работы сообщества взята идея переизучения истории Севера, воссоздания локальной памяти, а также внутренней колонизации и обратной стороны модернизации Севера. Участникам близки экофеминистские идеи, деколониальный подход, работа на стыке искусства и crafts, искусства и науки.

## История

### 2014 год
- Проект «Яма», проект «Волна» (август — сентябрь)[2]

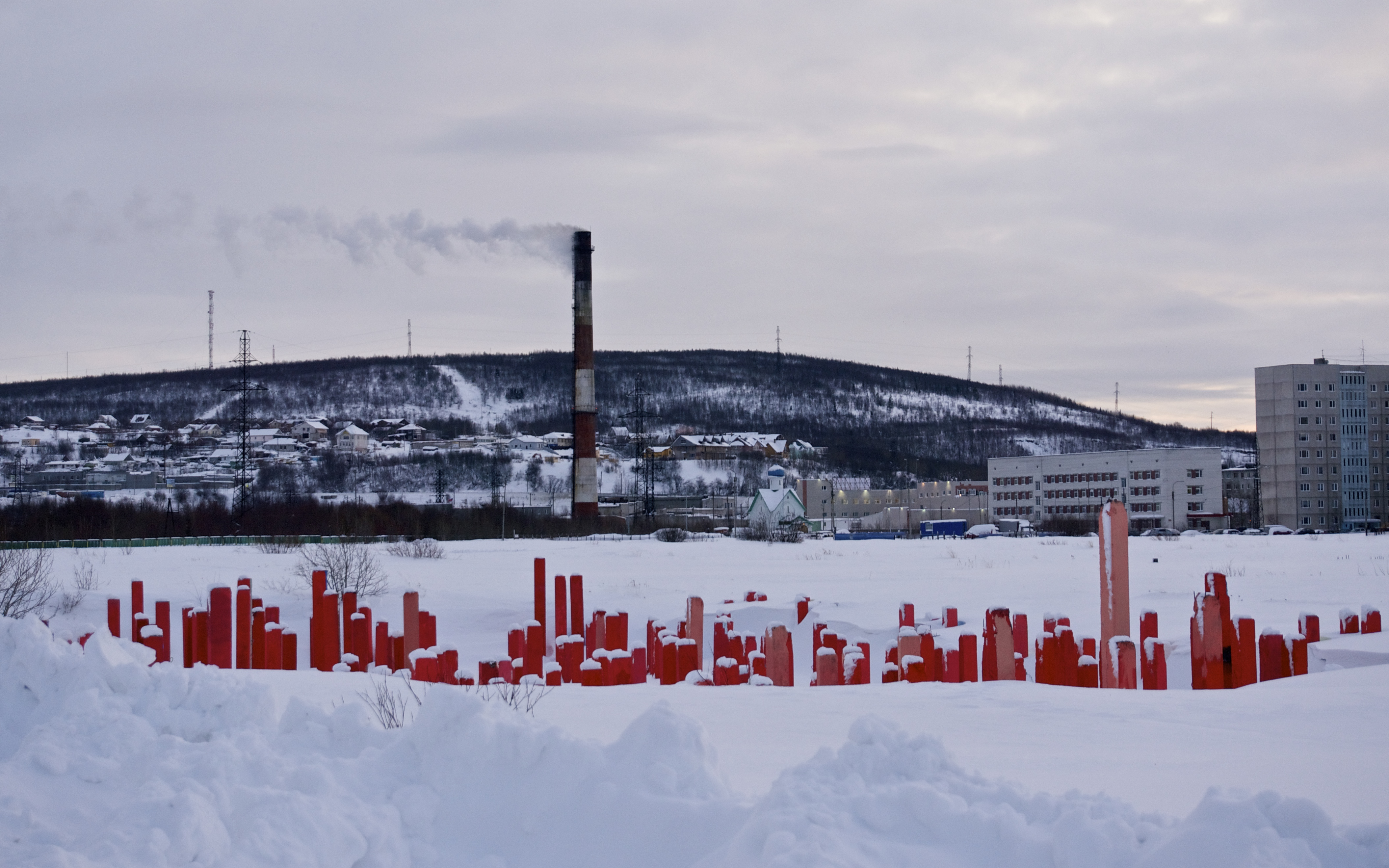
Проект «Яма». Фото — Екатерина Голубина

Участники: Екатерина Голубина, при участии Детской художественной школы г. Кола, Центра современного искусства Roxy (руководители Рома Васин, Иван Дубовский), клуба «Пристань» (руководитель Коля Уксус).
- Дискуссия «Искусство: из столиц в регионы» (ноябрь)[3]

Участники: Эльдар Ганеев (Краснодарский институт современного искусства, группировка ЗИП), Джет Паскуа (проект и галерея Small Projects, Манила/Тромсе), Камилла Фагерли (независимая галерея художников Kurant, Тромсе), Оса Липка Фальк (Raketa Institute, Стокгольм)
Кураторы: Наталья Смолянская, Екатерина Шарова
Место проведения: Архангельская областная библиотека им. Н. А. Добролюбова
Часть форума «Современное искусство на Европейском Севере» (организован региональным отделением Союза художников РФ, кураторы Юлия Медведева, Корнелиус Штифенхофер).

### 2015 год
- Семинар «У кого есть право на город? Случай Кубы» (март)

Участники: Рауль Гонсалез Валдес (дизайнер, Гавана), Дора Гарсиа (художник и профессор Художественной академии Осло), Мишель Миарес (дизайнер, Гавана), Хуан Андрес Миланес (художник), Жизель Монсон (дизайнер, Гавана), Нельсон Понсе (дизайнер, Гавана), Эдель Родригез (дизайнер, Гавана), Оддрюн Сэтер (профессор, программа по исследованию города Университетского колледжа прикладных наук Осло и Акерсхуса), Ольга Шмедлинг (адъюнкт-профессор факультета искусств и ремёсел Художественной академии Осло)
Куратор: Екатерина Шарова
Сокуратор: Ксения Аксёнова
Место проведения: Дом художника, Осло, Норвегия
- Проект «Домашний визит» (апрель)[4]

Участники: Руби Вон, Екатерина Голубина, Кионг Ким, Мин Кионг Ким, Хесу Ким, Энди Кинг, Габриэль Клебер, Александра Ненько, Дарья Орлова, Слава Редов, Екатерина Шарова
Место проведения: исследование — городское пространство, частные квартиры; финальная выставка — завод ЖБИ (Мурманск)
- Проект «Сеть» (июль)[5][6][7][8]

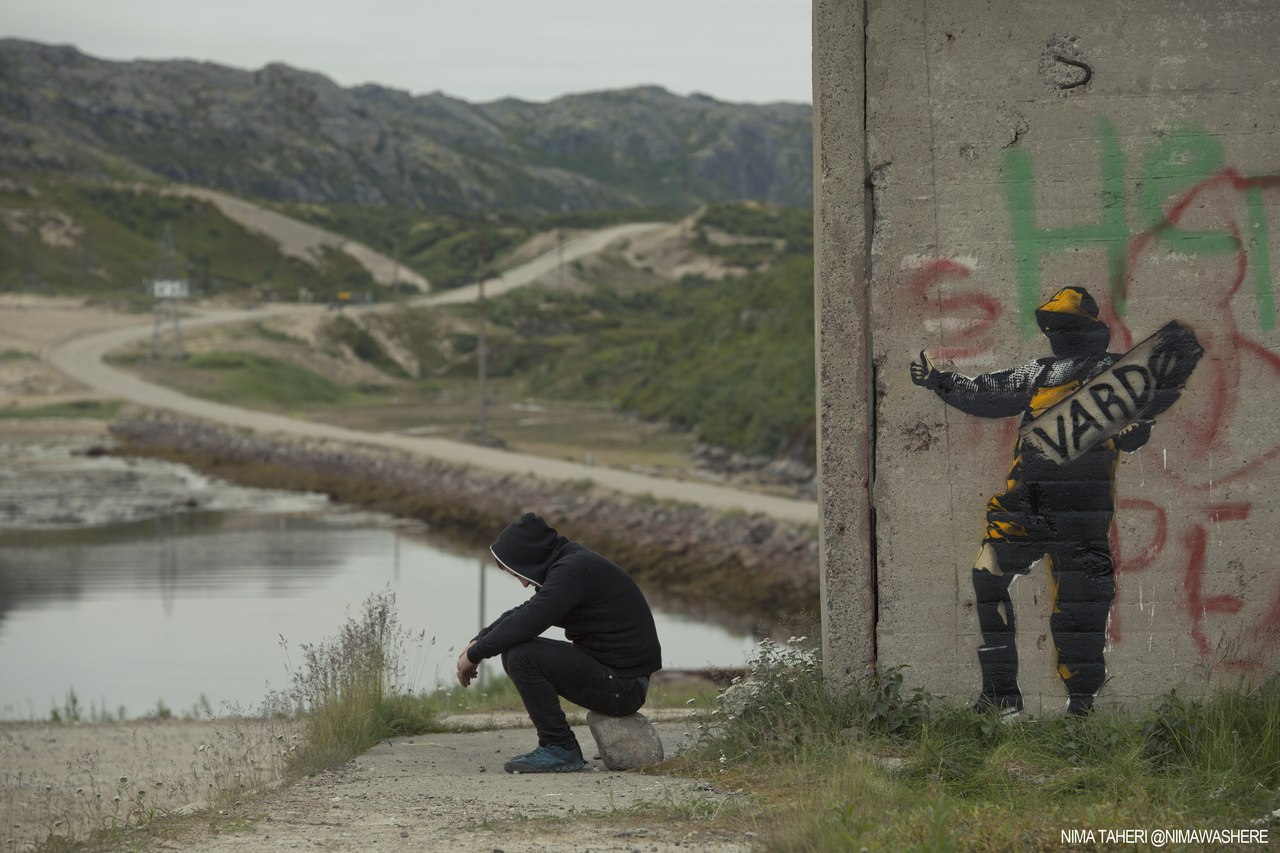
Pøbel в Териберке. 2015. Фестиваль «Териберка. Новая жизнь». Фото — Нима Тахери

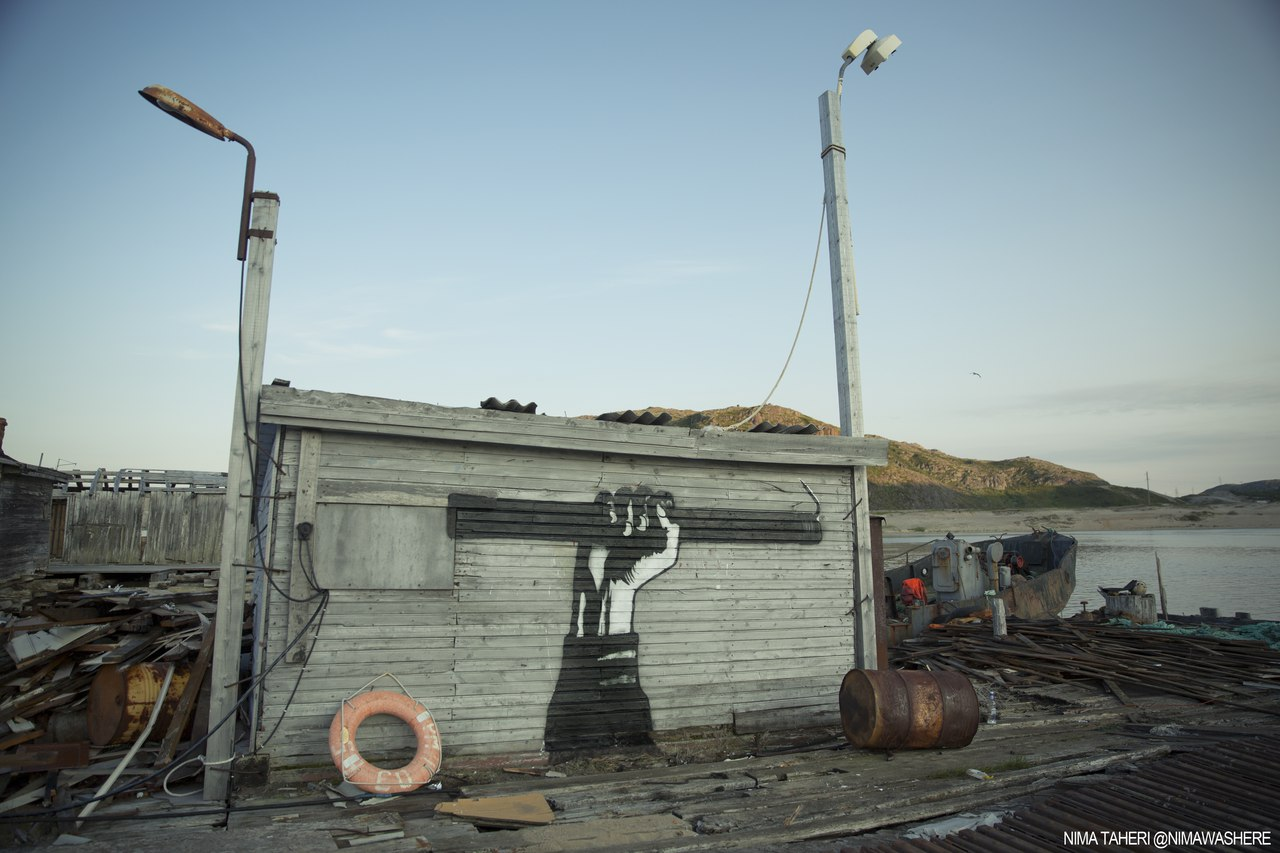
Работа художника Pøbel. Фото — Нима Тахери

Художники: Лив Бангсунд (Тромсе), Маргрете Колстад Брекке (Берген), Суннива Ванген (Тромсе), Моника Гебхардт (Вадсе), Екатерина Голубина (Мурманск), Татьяна Ишкараева (Мурманск), Александра Ненько (Санкт-Петербург), Кристин Рисан (Лофотенские острова), Нима Тахери (Осло), Pøbel
Куратор: Екатерина Шарова
Место проведения: Териберка, Мурманская область
- Проект «CD Бархан» (июль — август)[9]

Кураторы и художники: Екатерина Голубина, Александра Ненько
Волонтёры: Тая Анисимова, Владимир Беляев, Дарья Орлова
Место проведения: Кола, Мурманская область
- Проект «Ничто не срастётся, потому что ничто не совпадает друг с другом» (сентябрь)[10]

Участники: Орьян Амундсен, Кирстен Аструп, Ильмира Болотян, Таня Бюссе, Екатерина Васильева, Екатерина Голубина, Ганна Зубкова, Алексадр Лысов, Пер Мартинсен, Эллен Рингстад, Дмитрий Филиппов, Анна Шефер, Эмилия Шкарнулите, Хенрик Пленге Якобсен
Кураторы: Камилла Фагерли, Мария Даниэльсен (галерея Kurant, Тромсе)
Сокураторы: Екатерина Голубина, Наталья Смолянская
Место проведения: Бывшая военная база НАТО Улавсверн (Трумс)
- Проект «Лоскутная полифония» (октябрь)[11]

Участники: Маргрете Колстад Брекке, Ольга Жаренова, Татьяна Ишкараева, Татьяна Шмидт, Труде Эневолдсен
Куратор: Екатерина Шарова, в сотрудничестве с Моникой Гебхардт
Место проведения: Vadsø Kunstforening, Вадсе, Норвегия
- Проект «Утопия 500» (ноябрь)[12][13]

Художник: Маргрете Колстад Брекке (Берген, Норвегия)
Куратор: Екатерина Шарова
Место проведения: Архангельская областная научная библиотека им. Н. А. Добролюбова
В рамках проекта: дискуссия «Могут ли монументы быть мягкими»
Лекция «Социально ангажированное искусство без социума»
Спикер: Екатерина Шарова
Место: Bergen Kunsthall, Берген, Норвегия

### 2016 год
- Дарья Орлова. Проект «Тени» (январь)[14][15][16]

Куратор: Екатерина Шарова
Место: Архангельская областная научная библиотека им. Н. А. Добролюбова
- Проект «Арена» (апрель)

Участники: Саша Пирогова, Col-lectiu LOOPA!
Куратор: Екатерина Шарова
Место проведения: Филиал Государственного Русского музея, Малага
- Выставка «Прекрасное далеко» (июнь)[17]

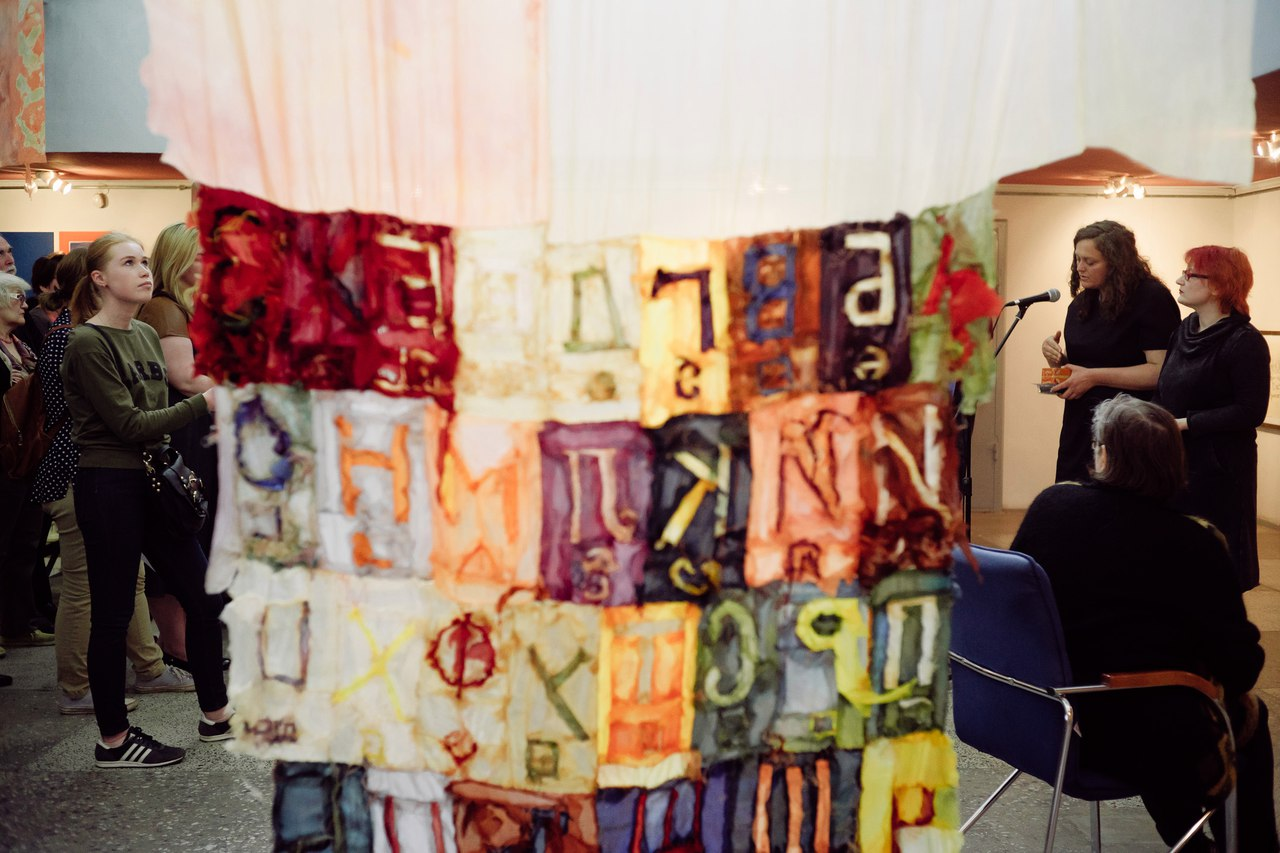
Выставка «Прекрасное далеко». Фото — Эдуард Микрюков

Участники: Иван Архипов, Маргрете Колстад Брекке
Куратор: Екатерина Шарова
«Прекрасное далеко» — проект по итогам исследования — несколько месяцев велась работа с архивом советского художника, который создал большую часть паблик-арта в городе. Выставка — это диалог между его работами, которые в своём роде являются визуальным архивом последствий советской модернизации, и созданными во время резиденции произведениями норвежской художницы Маргрете Колстад Брекке.
Место проведения: Архангельская областная научная библиотека им. Н. А. Добролюбова
- Arctic Art Forum (21 — 23 сентября)[18][19][20][21][22][23]

Тема: «Телесное знание»
Участники: Алисия Бернс, Бермет Борубаева, Маргрете Колстад Брекке, Анастасия Вепрева, Иван Галузин, Фёдор Медведев, Дмитрий Новицкий, Роман Осминкин, Артту Пелтониеми, Иван Перчугов, Глафира Северьянова, Гитте Сэтре, Николай Терентьев, Ульяна Тюпышева, Фадлаби, Дима Филиппов, Артём Хазанов, Лаоникос Псимикакис Чалкокондилис, Владимир Чернышёв, Валерия Шилякова, Катарина Шоблум, Франс Якоби, Лаури Янтти
Кураторы: Кристина Дрягина, Екатерина Шарова
При участии: галерея Kurant (Тромсе), Interkult (Стокгольм), Национальный парк «Русская Арктика», Северный (Арктический) федеральный университет, фестиваль «Тайбола» (Архангельская область), «Птица Баренц» (Мурманск), ArtArctica (Хельсинки); в сотрудничестве с Архангельским отделением Союза художников РФ
|  |  |  |  |

- Дискуссия «Как рассказать о паблик-арте работнику ЖКХ» (ноябрь)[24][25][26]

Участники: Валерия Зиновьева (куратор Музея изобразительных искусств, Архангельск), Александр Менухов, Михаил Трещев, Ульяна Тюпышева, Артём Хазанов
Куратор: Екатерина Шарова
Место проведения: Музей изобразительных искусств, Архангельск

### 2017 год
- Анне Лииз Коган. Перформанс I am___Voices (январь)[27][28]

Место проведения: резиденция Архангельского отделения Союза художников, Архангельск
- Семинар «Белый ящик/ Песочный ящик. Семинар о микрополитике образования» (11-12 марта)[29]

Участники: Ева Баккешлетт (художник, Осло), Вильде Венгнес (перформанс-актриса, Ставангер), Ане Йурт Гутту (художник, Осло), Рауанд Измаил (арт-критик журнала Periskop, Осло), Зулейка Клаудиа Орведал Кальдерон (перформанс-актриса, Ставангер), Герд Элизе Мерланд (редактор журнала критики современного искусства для детей Periskop, Осло), Ливе Риис Моссефинн (перформансактриса, Ставангер), Гейр Харальдсет (куратор, Осло)
Куратор: Екатерина Шарова
Место: Stavanger Kunsthall
Семинар был реализован как часть выставки «Ребёнок как учитель: искусство и радикальная педагогика» (куратор Ярослав Андел (Прага-Нью-Йорк)).
- Проект «Открытые системы» (август — октябрь)[30][31][32][33]

Участники: исследование — Екатерина Шарова, Кристина Дрягина; лекции и дискуссии — Антонина Трубицына, Ильмира Болотян, Саша Обухова
Место: Архангельская областная научная библиотека им. Н. А. Добролюбова
Исследование в рамках проекта «Открытые системы», организованного музеем современного искусства «Гараж» в 2015 году.
|  |  |  |  |

- Arctic Art Forum/ Арктический форум искусств (25 — 26 ноября)[36][37][38][39][40]

Тема: «Медленная культура»

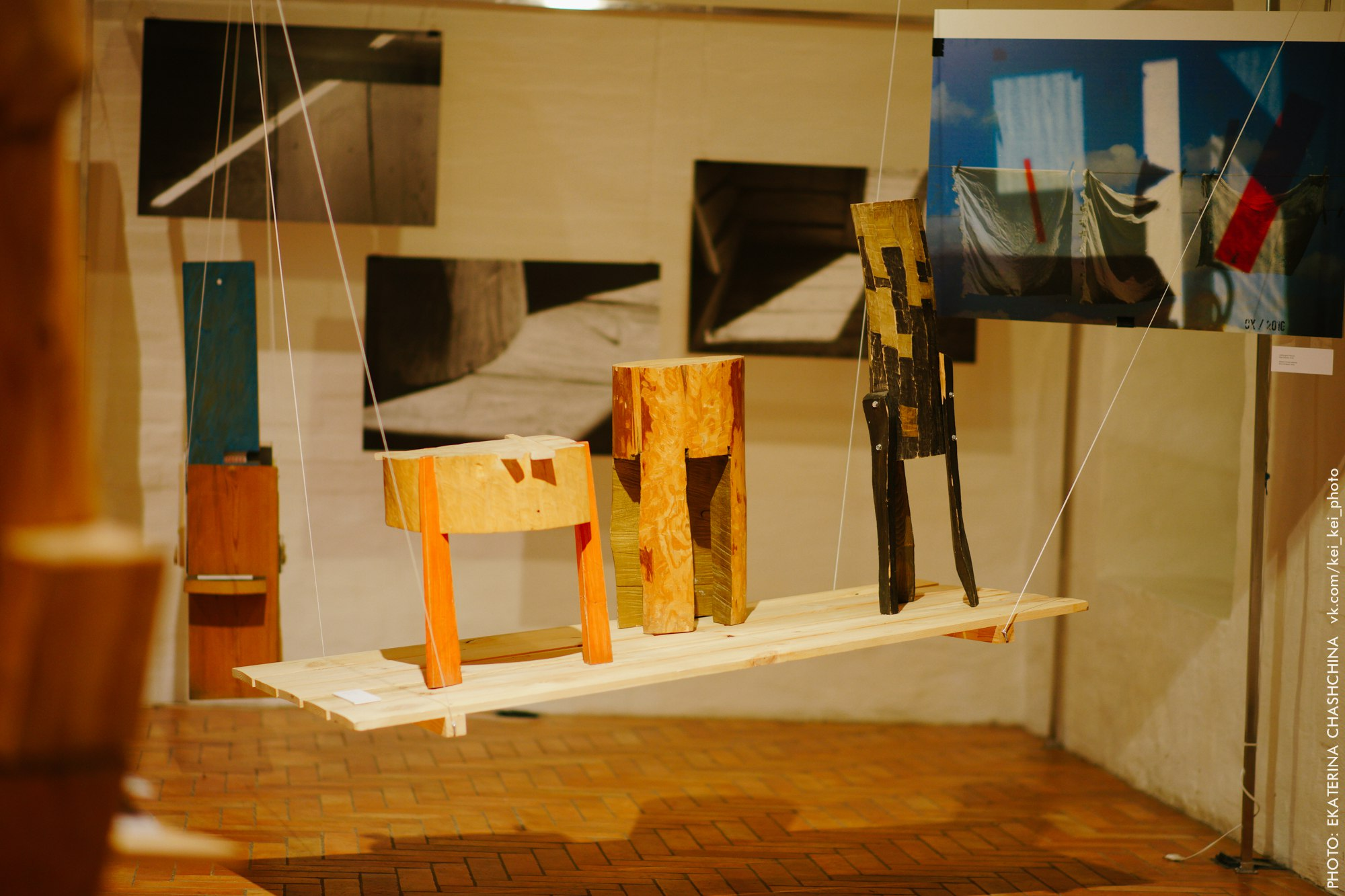
Arctic Art Forum 2017. Выставка «Дом Света». Фото — Екатерина Чащина

Участники: Мишель Рене Видерое, Дмитрий Пиликин, Альбина Мотор, Илья Кузубов, Надежда Пономарёва, Тур Оге Воррен, Андрей Люблинский, Влад Дреко, Сергей Жигальцов, Бьорн Хеггдал, Ракель Катрине Фредриксен, Александр Менухов, Магнус Воган, Михаил Трещёв, Ник Выморков, Терезе Симонсен, Тим Дорофеев, Данияр Юсупов, Салла-Мари Койстинен, Симон Барман-Йенсен, Андрей Анисимов, Илья Давыдов, Ирене Домингез, Наталья Шулакова.
Кураторы: Екатерина Шарова, Кристина Дрягина
Место: Архангельск
Площадки: Гостиные дворы, туркомплекс «Малые Карелы», музей деревянного зодчества «Малые Корелы»
При поддержке Совета министров Северных стран, Архангельской торгово-промышленной палаты, Почётного консульства Норвегии в Архангельске, Баренцева секретариата, регионального отделения Союза художников Российской федерации
Форум создан из наблюдений за изменениями в социально-политическом и эстетическом пространстве Севера.

### 2018 год
- Arctic Art Forum/Арктический форум искусств (23 — 25 ноября)[41][42][43][44][45][46]

Тема: «Карты смыслов»
Участники: Дарья Акименко (исследователь, Университет Лапландии, Рованиеми, Финляндия), Боремир Бахарев (дизайнер среды, Санкт-Петербург), Евгения Бектасова (компания кураторов и продюсеров Pikene på Broen, Киркенес, Норвегия), Олеся Белова (культурный менеджер, Ошевенск), Михаил Бронский (дер. Нижнее Золотилово, лауреат Creative Cup Awards Russia), Ингрид Валан (компания кураторов и продюсеров Pikene på Broen, Киркенес, Норвегия), Ева Валиева (режиссёр, Архангельск/Москва), Анастасия Вепрева (художник, Архангельск/Санкт-Петербург), Михаил Герасимов (музыкант, мастер ДПИ, Архангельск), Коре Грюндвог (художник, Тромсе, Норвегия), Тим Дорофеев (музыкант, Архангельск), Александр Ермолаев (Ошевенск/Москва), Илья Ершов (музыкант, Архангельск), Татьяна Жигальцова (исследователь, Архангельск), Анна Злотко (дизайнер одежды, Архангельск), Лилия Ибрагимова (Государственный Дарвиновский музей), Астильдур Йонсдоттир (Университет Рейкьявика, Исландия), Антон Кальгаев (АНО «Проект Север», Москва), Мария Катц (Санкт-Петербург, ГЦСИ), Илья Кузубов (фестиваль «Тайбола», Северодвинск), Денис Куканов (Arctic Design School, Екатеринбург), Сергей Куликов (АНО «Проект Север», Москва), Фёдор Медведев (креативный предприниматель, Архангельск), Ульяна Медведева (креативный предприниматель, Архангельск), Ирина Мещанинова-Межинская (фонд «Наследие Севера», Москва), Надежда Миронова (певица, Москва/бывший хормейстер Северного хора (Архангельск)), Иван Митюшев (фотограф, Архангельск), Николай Михайленко (поэт, музыкант, руководитель клуба «Пристань», Мурманск), Антонина Онишко (Национальная галерея республики Коми, Сыктывкар), Ивона Прейс (Intercult, Стокгольм), Алиса Прудникова (Директор по региональному развитию РОСИЗО-ГЦСИ, комиссар и художественный руководитель Уральской индустриальной биеннале), Александра Раева (Arctic Design School, Екатеринбург), Светлана Сальникова (дизайнер одежды, Москва), Павел Сафронов (фонд И. Варламова «Внимание», Сыктывкар), Анна Соловьёва (профессор САФУ, Архангельск), Кирилл Старицын (преподаватель Архангельского педагогического колледжа), Светлана Судат (дизайнер, преподаватель, Кронштадт), Николай Терюхин (дизайнер одежды, Архангельск), Ингрид Торвунд (художник, Осло), Михаил Трещев (главный художник г. Архангельска), Ирина Фельдт (доцент САФУ, Архангельск), Пер Хассельберг (художник, основатель Фарста, Швеция), Екатерина Чащина (фотограф, культуролог, Архангельск), Елена Шатковская (директор Кенозерского национального парка), Алексей Шептунов (фольклорист, музыкант Moon Far Away, Архангельск), Яна Шклярская (Государственный Дарвиновский музей), Николай Щетнев (хореограф, Самовартеатр, Киркенес, Норвегия), Сара Эрлингдоттер (режиссёр, Стокгольм, Швеция), Егор Юнгин (дизайнер, проект «Ельник»), Екатерина Ярунова (художник, Северодвинск).
Кураторы: Екатерина Шарова, Мей Жету, Кристина Дрягина
Площадки: Дом молодёжи Архангельской области, Архангельский краеведческий музей (Гостиные дворы), Театр драмы, Открытое пространство САФУ (Технопарк).
При поддержке: Дома молодёжи Архангельской области, рекламного агентства «Первая студия», Театра драмы им. М. В. Ломоносова, Проектного офиса развития Арктики, Шведского института, Почётного консульства Норвегии в Архангельске, Музея деревянного зодчества «Малые Корелы»", норвежского Баренцева секретариата, Архангельского краеведческого музея, Государственного Дарвиновского музея, Поморской филармонии, Туристско-информационного центра Архангельской области, Продюсерского центра «Архангельск-Джаз», Технопарка САФУ, Intercult, Pikene på Broen, Office of Contemporary Art Norway, Nyksund Kooperativet, Arctic Design School, Bergen Kommune, Aiesec, Samovarteateret
Команда: Николай Гернет (фотограф), Кристина Дрягина (сокуратор, Архангельск), Мей Жету (сокуратор, Берген/Лондон/Никсунд), Сергей Жигальцов (медиахудожник), Светлана Исаева (директор АНО «Арктический институт искусств»), Александр Каменский (координатор волонтёров), Татьяна Лефман (координатор дискуссий), Татьяна Поплевина (ассистент), Евгений Сидоров (сайт), Жанна Терлецкая (ярмарка), Виктор Тяпков (дизайн), Анна Хоришко (менеджер проекта «База данных креативных индустрий»), Екатерина Шарова (сокуратор), Артём Шепелев (транспортный координатор)
При поддержке: Светлана Корницкая (Туристско-информационный центр Архангельской области), Анна Клепиковская (Лесной отель «Голубино»), Василий Ларионов (Поморская филармония), Мария Нестеренко (Технопарк САФУ), Сергей Самодов (Архангельский театр драмы им М. В. Ломоносова), Марии Скомороховой (Рекламное агентство «Первая студия»), Алексея Чилибанова (Дом молодёжи), Андрея Шалева (Почётное консульство королевства Норвегия в Архангельске).
- Премьера спектакля-перформанса «Живые течения» (25 ноября)[47][48]

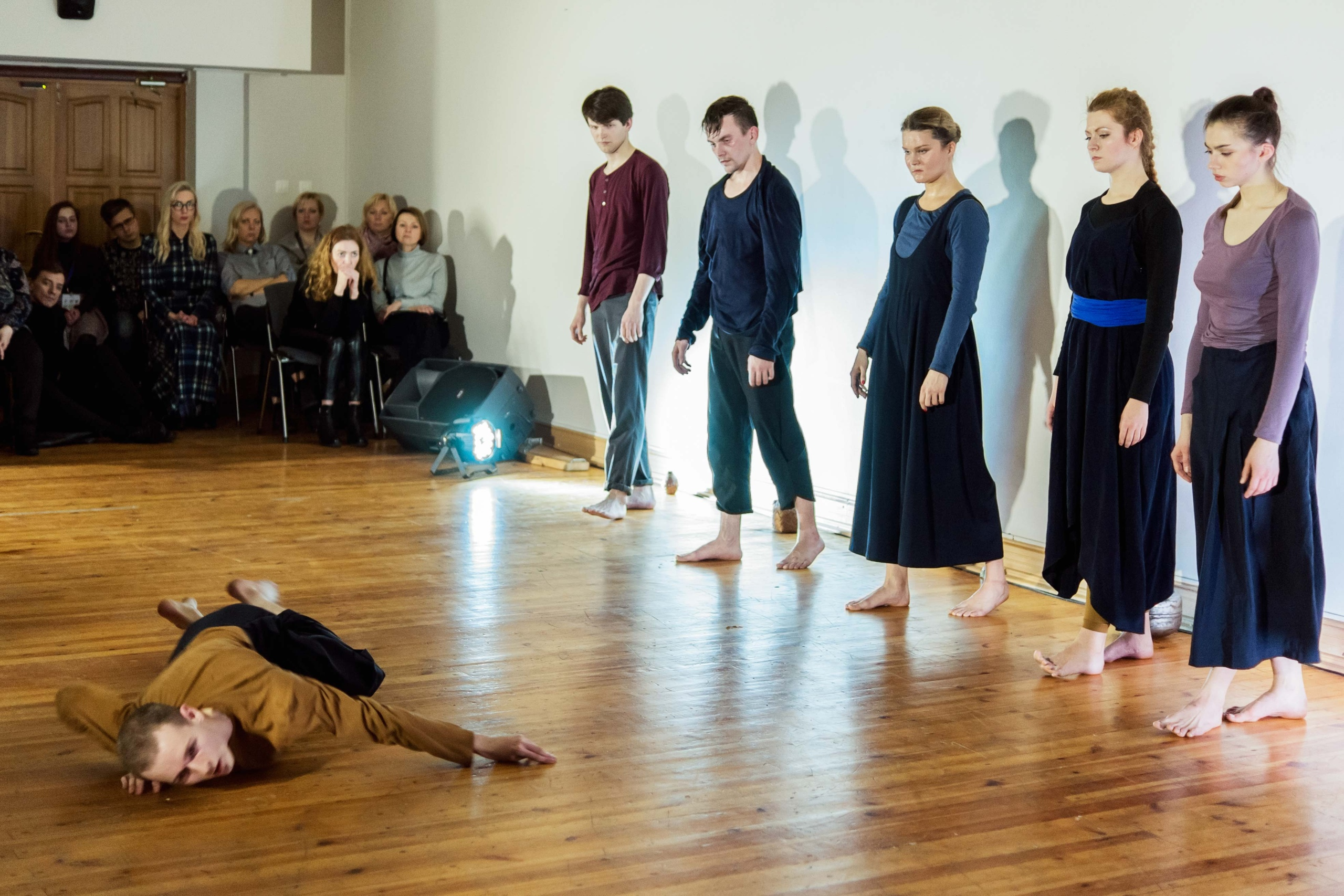
Arctic Art Forum 2018. Премьера спектакля «Живые течения». Фото — Оксана Скорнякова

Артисты: Нина Няникова, Константин Мокров, Ваня Мишин, Анна Рысенко, Кирилл Пивоваров, Зина Гагарская, Мария Исакова
Куратор проекта: Кристина Дрягина
Режиссёр: Ева Валиева
Хореограф: Николай Щетнев
Художник: Екатерина Ярунова
Музыка: ZHA Project

### 2019 год
- Выставка «Порато Баско» (15 — 25 ноября)[49][50][51][52][53][54][55][56]

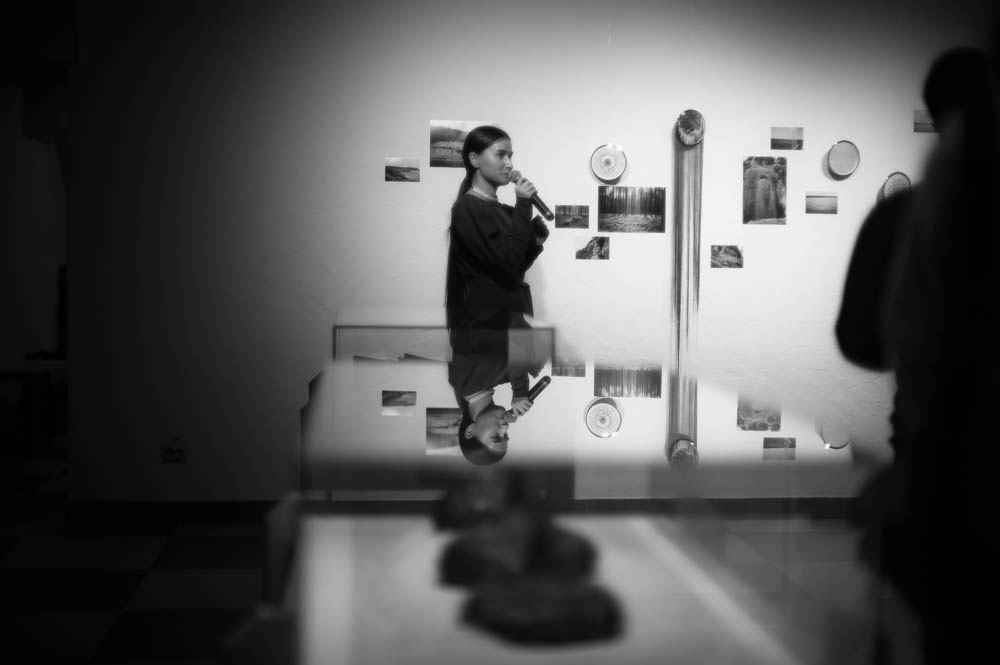
Устина Яковлева. Выставка «Порато баско». Фото — Иван Митюшев

Участники: Ульяна Подкорытова и Устина Яковлева
Куратор: Екатерина Шарова
Площадка: музей художественного освоения Арктики им. А. А. Борисова
Выставка является результатом художественного исследования проведённого Ульяной Подкорытовой и Устиной Яковлевой в ходе арт-резиденции «Марьин дом» в деревне Чакола Пинежского района Архангельской области.